# Osowo (powiat gostyński)
Osowo – wieś w Polsce położona w województwie wielkopolskim, w powiecie gostyńskim, w gminie Gostyń.
Wieś duchowna, własność opata benedyktynów w Lubiniu pod koniec XVI wieku leżała w powiecie kościańskim województwa poznańskiego.
W okresie Wielkiego Księstwa Poznańskiego (1815-1848) miejscowość wzmiankowana jako Osowo należało do wsi mniejszych w ówczesnym pruskim powiecie Kosten rejencji poznańskiej. Osowo należało do okręgu krzywińskiego tego powiatu i stanowiło siedzibę majątku, którego właścicielem był wówczas (1846) Fenner. W skład majątku Osowo wchodziła także wieś Osowo nowe (8 domów, 80 osób). Według spisu urzędowego z 1837 roku Osowo liczyło 80 mieszkańców, którzy zamieszkiwali 12 dymów (domostw).
W latach 1975–1998 miejscowość należała administracyjnie do województwa leszczyńskiego.